# Copa del Rey 1984/85
Die Copa del Rey 1984/85 war die 81. Austragung des spanischen Fußballpokals.
Der Wettbewerb startete am 12. September 1984 und endete mit dem Finale am 30. Juni 1985 im Estadio Santiago Bernabéu in Madrid. Titelverteidiger des Pokalwettbewerbes war Athletic Bilbao. Den Titel gewann Atlético Madrid durch einen 2:1-Erfolg im Finale gegen den Vorjahressieger. Damit qualifizierten sich die Madrilenen für den Europapokal der Pokalsieger 1985/86.

## Erste Runde
Die Hinspiele wurden am 12., 19., 20., 26., 27. September sowie am 2., 3., 4., 9. und 10. Oktober, die Rückspiele am 19. und 26. September sowie am 3., 4., 10., 11., 16., 17., 23., 24. und 25. Oktober 1984 ausgetragen.
|                           | Gesamt        |                            | Hinspiel | Rückspiel |
| ------------------------- | ------------- | -------------------------- | -------- | --------- |
| Arenas Club               | 1:6           | SD Eibar                   | 1:3      | 0:3       |
| Real Valladolid Promesas  | 3:1           | SD Ponferradina            | 3:0      | 0:1       |
| Atlético Astorga          | 1:7           | Real Burgos                | 1:2      | 0:5       |
| CD Getxo                  | 0:2           | CD Santurtzi               | 0:1      | 0:1       |
| CD Atlético Baleares      | 3:4           | CD Murense                 | 3:1      | 0:3       |
| CD Tudelano               | 3:5           | Endesa Andorra             | 3:3      | 0:2       |
| AD Sabiñánigo             | 3:8           | CD Arnedo                  | 2:3      | 1:5       |
| UD Güímar                 | 2:2 5:4 i. E. | CD Mensajero               | 2:1      | 0:1       |
| CD Lalín                  | 2:3           | CD Ourense                 | 1:1      | 1:2       |
| CD Díter Zafra            | 0:5           | Mérida Industrial CF       | 0:1      | 0:4       |
| CD Ilicitano              | 2:2 ?:? i. E. | Torrevieja CF              | 2:1      | 0:1       |
| Sevilla Atlético          | 2:4           | Atlético Sanluqueño        | 2:1      | 0:3       |
| CD Estepona               | 4:1           | CD San Pedro               | 2:0      | 2:1       |
| CP Cacereño               | 1:2           | CD Don Benito              | 1:1      | 0:1       |
| Villanueva CF             | 1:1 ?:? i. E. | CD Iliturgi                | 1:0      | 0:1       |
| Levante UD                | 2:0           | CD Aspense                 | 2:0      | 0:0       |
| CD Ciempozuelos           | 3:7           | AD Parla                   | 2:3      | 1:4       |
| Real Madrid Aficionados   | 1:2           | CD Pegaso                  | 1:1      | 0:1       |
| FC Badalona               | 1:2           | Granollers EC              | 1:0      | 0:2       |
| UD Icodense               | 3:2           | UD Las Palmas Atlético     | 2:1      | 1:1       |
| UB Conquense              | 1:4           | Calvo Sotelo CF            | 1:1      | 0:3       |
| Yeclano CF                | 1:8           | Real Murcia                | 1:0      | 0:8       |
| Caudal Deportivo          | 6:1           | UP Langreo                 | 3:1      | 3:0       |
| Betis Sevilla Deportivo   | 4:3           | Algeciras CF               | 3:1      | 1:2       |
| CD Mestalla               | 4:6           | CD Castellón               | 2:1      | 2:5       |
| Coria CF                  | 1:4           | FC Cádiz                   | 0:2      | 1:2       |
| CD Maspalomas             | 2:6           | UD Las Palmas              | 2:4      | 0:2       |
| CD Turón                  | 1:2           | Real Oviedo                | 0:1      | 1:1       |
| Cultural de Durango       | 1:5           | Real Sociedad              | 1:3      | 0:2       |
| CD Numancia               | 2:10          | CA Osasuna                 | 1:3      | 1:7       |
| Gimnástica de Torrelavega | 1:7           | Racing Santander           | 1:1      | 0:6       |
| Deportivo Xerez           | 3:6           | FC Sevilla                 | 2:5      | 1:1       |
| CA Marbella               | 2:5           | CD Málaga                  | 0:1      | 2:4       |
| Hércules Alicante         | 8:3           | CD Eldense                 | 6:0      | 2:3       |
| CD Binéfar                | 1:5           | Real Saragossa             | 0:2      | 1:3       |
| Club Siero                | 1:18          | Sporting Gijón             | 1:6      | 0:12      |
| Real Ávila                | 1:2           | Castilla CF                | 0:1      | 1:1       |
| CD Calahorra              | 0:8           | CD Logroñés                | 0:2      | 0:6       |
| FC Barcelona Aficionados  | 0:1           | CE Sabadell                | 0:0      | 0:1       |
| Cultural Leonesa          | 2:3           | UD Salamanca               | 1:0      | 1:3       |
| Deportivo La Coruña       | 1:1 3:1 i. E. | Gran Peña Celtista         | 1:0      | 0:1       |
| RSD Alcalá                | 1:4           | Rayo Vallecano             | 1:2      | 0:2       |
| CD Torre Pacheco          | 1:12          | FC Elche                   | 0:4      | 1:8       |
| FC Cartagena              | 1:4           | Albacete Balompié          | 0:3      | 1:1       |
| CF Sporting Mahonés       | 0:5           | RCD Mallorca               | 0:0      | 0:5       |
| CD Mairena                | 1:3           | Recreativo Huelva          | 1:0      | 0:3       |
| FC Granada                | 3:1           | AD Ceuta                   | 2:1      | 1:0       |
| Celta Vigo                | 2:1           | CD Lugo                    | 1:0      | 1:1       |
| CD Manacor                | 4:2           | CD Badía                   | 2:2      | 2:0       |
| CD Fuengirola             | 1:3           | Real Jaén                  | 1:2      | 0:1       |
| Real Unión                | 3:7           | Sestao SC                  | 3:1      | 0:6       |
| CF Palencia               | 3:1           | CA Bembibre                | 1:0      | 2:1       |
| CA Malagueño              | 2:5           | Linares CF                 | 0:0      | 2:5       |
| FC Pontevedra             | 4:0           | Fabril Deportivo La Coruña | 2:0      | 2:0       |
| FC Andorra                | 5:2           | UE Sant Andreu             | 3:1      | 2:1       |
| CD Badajoz                | 3:1           | CD Plasencia               | 3:1      | 0:0       |
| CF Gandía                 | 5:7           | CD Alcoyano                | 2:2      | 3:5       |
| CF Lloret                 | 1:3           | UE Lleida                  | 1:0      | 0:3       |
| CD Puerto Cruz            | 3:7           | CD Teneriffa               | 1:0      | 2:7       |
| Orihuela Deportivo CF     | 1:1 5:6 i. E. | Lorca Deportiva            | 1:1      | 0:0       |
| CD Europa                 | 1:6           | RCD Español                | 0:3      | 1:3       |
| Atlético Madrileño        | 3:1           | CD Manchego                | 3:0      | 0:1       |
| Gimnàstic de Tarragona    | 2:3           | FC Barcelona Atlètic       | 1:2      | 1:1       |
| CD Burriana               | 3:7           | FC Valencia                | 2:4      | 1:3       |
| Bilbao Athletic           | 2:3           | Deportivo Alavés           | 1:1      | 1:2       |

- Freilose: CE Constància, Real Oviedo Aficionados, UE Figueres, FC Extremadura, CD Corellano und UD Alzira.

## Zweite Runde
Die Hinspiele wurden am 1., 7., 8., 13. und 15. November, die Rückspiele am 13., 14., 21., 27. und 28. November 1984 ausgetragen.
|                         | Gesamt        |                          | Hinspiel | Rückspiel |
| ----------------------- | ------------- | ------------------------ | -------- | --------- |
| CE Constància           | 5:3           | CD Murense               | 4:0      | 1:3       |
| AD Parla                | 4:8           | Atlético Madrid          | 2:3      | 2:5       |
| Betis Sevilla           | 3:1           | Recreativo Huelva        | 3:1      | 0:0       |
| Real Valladolid         | 4:2           | UD Salamanca             | 1:1      | 3:1       |
| Sestao SC               | 2:1           | Racing Santander         | 0:0      | 2:1       |
| FC Andorra              | 0:2           | RCD Español              | 0:1      | 0:1       |
| CD Arnedo               | 0:6           | Real Saragossa           | 0:1      | 0:5       |
| Albacete Balompié       | 2:3           | Hércules Alicante        | 1:1      | 1:2       |
| CD Iliturgi             | 0:2           | CD Málaga                | 0:0      | 0:2       |
| Endesa Andorra          | 2:4           | CA Osasuna               | 1:0      | 1:4       |
| SD Eibar                | 2:6           | Athletic Bilbao          | 1:1      | 1:5       |
| Real Oviedo Aficionados | 0:6           | Sporting Gijón           | 0:1      | 0:5       |
| Atlético Sanluqueño     | 0:2           | FC Sevilla               | 0:0      | 0:2       |
| Levante UD              | 2:6           | FC Valencia              | 1:4      | 1:2       |
| UE Lleida               | 3:7           | FC Barcelona             | 3:1      | 0:6       |
| UE Figueres             | 2:3           | CE Sabadell              | 1:3      | 1:0       |
| FC Granada              | 3:4           | CD Estepona              | 1:1      | 2:3       |
| FC Cádiz                | 5:1           | Betis Sevilla Deportivo  | 2:0      | 3:1       |
| CD Don Benito           | 2:3           | FC Extremadura           | 1:0      | 1:3       |
| Atlético Madrileño      | 5:3           | Calvo Sotelo CF          | 4:0      | 1:3       |
| CD Manacor              | 0:5           | RCD Mallorca             | 0:1      | 0:4       |
| UD Icodense             | 1:5           | CD Teneriffa             | 1:2      | 0:3       |
| CD Corellano            | 3:5           | CD Logroñés              | 2:3      | 1:2       |
| UD Güímar               | 1:2           | UD Las Palmas            | 1:0      | 0:2       |
| Lorca Deportiva         | 2:1           | CD Ilicitano             | 1:0      | 1:1       |
| FC Barcelona Atlètic    | 4:2           | Granollers EC            | 3:2      | 1:0       |
| CD Ourense              | 1:5           | Celta Vigo               | 1:2      | 0:3       |
| CD Pegaso               | 1:0           | Castilla CF              | 0:0      | 1:0       |
| Deportivo La Coruña     | 3:3 4:1 i. E. | FC Pontevedra            | 3:0      | 0:3       |
| Mérida Industrial CF    | 1:5           | CD Badajoz               | 1:1      | 0:4       |
| UD Alzira               | 0:1           | CD Castellón             | 0:1      | 0:0       |
| CF Palencia             | 0:3           | Real Valladolid Promesas | 0:2      | 0:1       |
| Caudal Deportivo        | 0:1           | Real Oviedo              | 0:0      | 0:1       |
| FC Elche                | 2:3           | Real Murcia              | 2:1      | 0:2       |
| Real Sociedad           | 6:1           | CD Santurtzi             | 3:1      | 3:0       |
| Real Jaén               | 2:4           | Linares CF               | 2:3      | 0:1       |

- Freilose: Rayo Vallecano, Deportivo Alavés, CD Alcoyano und Real Burgos.

## Dritte Runde
Die Hinspiele wurden am 11., 12. und 13. Dezember 1984, die Rückspiele am 19. Dezember 1984, am 8., 9., 30. und 31. Januar sowie am 6. Februar 1985 ausgetragen.
|                          | Gesamt        |                     | Hinspiel | Rückspiel |
| ------------------------ | ------------- | ------------------- | -------- | --------- |
| Deportivo Alavés         | 3:0           | Celta Vigo          | 1:0      | 2:0       |
| CD Alcoyano              | 0:6           | Athletic Bilbao     | 0:1      | 0:5       |
| CD Badajoz               | 1:2           | Real Oviedo         | 1:1      | 0:1       |
| FC Barcelona             | 5:1           | Real Murcia         | 4:1      | 1:0       |
| FC Barcelona Atlètic     | 1:2           | FC Valencia         | 1:0      | 0:2       |
| Real Burgos              | 1:2           | CE Sabadell         | 1:0      | 0:2       |
| CD Castellón             | 4:3           | CD Logroñés         | 3:0      | 1:3       |
| CE Constància            | 0:3           | Sporting Gijón      | 0:0      | 0:3       |
| FC Extremadura           | 1:7           | FC Cádiz            | 0:3      | 1:4       |
| Hércules Alicante        | 4:1           | CD Estepona         | 4:0      | 0:1       |
| Linares CF               | 2:2 2:4 i. E. | Deportivo La Coruña | 2:1      | 0:1       |
| Lorca Deportiva          | 0:3           | Real Sociedad       | 0:0      | 0:3       |
| CD Málaga                | 2:4           | Atlético Madrid     | 0:3      | 2:1       |
| CA Osasuna               | 1:5           | RCD Mallorca        | 0:2      | 1:3       |
| CD Pegaso                | 2:4           | CD Teneriffa        | 0:0      | 2:4       |
| Rayo Vallecano           | 1:7           | UD Las Palmas       | 1:2      | 0:5       |
| Sestao SC                | 4:3           | Atlético Madrileño  | 2:0      | 2:3       |
| FC Sevilla               | 1:3           | Betis Sevilla       | 1:0      | 0:3       |
| Real Valladolid Promesas | 1:4           | RCD Español         | 0:4      | 1:0       |
| Real Saragossa           | 5:2           | Real Valladolid     | 3:1      | 2:1       |

## Vierte Runde
Die Hinspiele wurden am 16. und 30. Januar, die Rückspiele am 6. Februar 1985 ausgetragen.
|                  | Gesamt |                 | Hinspiel | Rückspiel |
| ---------------- | ------ | --------------- | -------- | --------- |
| Deportivo Alavés | 1:2    | Athletic Bilbao | 0:0      | 1:2       |
| RCD Español      | 0:5    | FC Barcelona    | 0:2      | 0:3       |
| UD Las Palmas    | 1:2    | FC Cádiz        | 1:0      | 0:2       |
| Real Oviedo      | 1:4    | Betis Sevilla   | 0:1      | 1:3       |
| Sestao SC        | 2:3    | Sporting Gijón  | 1:0      | 1:3       |

- Freilose: CD Castellón, CD Teneriffa, CE Sabadell, Atlético Madrid, Hércules Alicante, Deportivo La Coruña, RCD Mallorca, Real Sociedad, Real Saragossa und FC Valencia.

## Achtelfinale
Die Hinspiele wurden am 13. März, die Rückspiele am 3. April 1985 ausgetragen.
|                     | Gesamt        |                   | Hinspiel | Rückspiel |
| ------------------- | ------------- | ----------------- | -------- | --------- |
| FC Barcelona        | 5:1           | Hércules Alicante | 5:0      | 0:1       |
| Betis Sevilla       | 5:2           | RCD Mallorca      | 4:0      | 1:2       |
| CD Castellón        | 4:2           | CD Teneriffa      | 2:0      | 2:2       |
| Deportivo La Coruña | 3:6           | Atlético Madrid   | 1:1      | 2:5       |
| Real Madrid         | 1:2           | Athletic Bilbao   | 1:0      | 0:2       |
| Real Sociedad       | 1:0           | CE Sabadell       | 1:0      | 0:0       |
| Sporting Gijón      | 1:1 4:1 i. E. | FC Valencia       | 0:0      | 1:1       |
| Real Saragossa      | 2:2 5:4 i. E. | FC Cádiz          | 1:2      | 1:0       |

## Viertelfinale
Die Hinspiele wurden am 17. April, die Rückspiele am 15. und 16. Mai 1985 ausgetragen.
|                 | Gesamt |                 | Hinspiel | Rückspiel |
| --------------- | ------ | --------------- | -------- | --------- |
| Athletic Bilbao | 3:2    | Real Sociedad   | 2:0      | 1:2       |
| Betis Sevilla   | 4:3    | FC Barcelona    | 3:1      | 1:2       |
| CD Castellón    | 0:6    | Real Saragossa  | 0:1      | 0:5       |
| Sporting Gijón  | 1:2    | Atlético Madrid | 1:2      | 0:0       |

## Halbfinale
Die Hinspiele wurden am 19. Juni, die Rückspiele am 23. Juni 1985 ausgetragen.
|                 | Gesamt |                | Hinspiel | Rückspiel |
| --------------- | ------ | -------------- | -------- | --------- |
| Athletic Bilbao | 2:1    | Betis Sevilla  | 2:0      | 0:1       |
| Atlético Madrid | 4:3    | Real Saragossa | 3:0      | 1:3       |

## Finale
| Atlético Madrid                                     | Atlético Madrid | Athletic Bilbao | Athletic Bilbao |
| --------------------------------------------------- | --- | --- | --------------- |
| Atlético Madrid                                     | \| 30. Juni 1985 in Madrid (Estadio Santiago Bernabéu) \| \| Ergebnis: 2:1 (1:0) \| \| Zuschauer: 85.000 \| \| Schiedsrichter: José María Miguel Pérez \| | \| 30. Juni 1985 in Madrid (Estadio Santiago Bernabéu) \| \| Ergebnis: 2:1 (1:0) \| \| Zuschauer: 85.000 \| \| Schiedsrichter: José María Miguel Pérez \| | Athletic Bilbao |
| Atlético Madrid                                     | Ángel Mejías – Mirko Votava, Juan Carlos Arteche, Miguel Ángel Ruiz , Clemente Villaverde (61. Balbino García) – Julio Prieto, Roberto Marina, Jesús Landáburu, Quique Ramos – Hugo Sánchez, Juan José Rubio (82. Ricardo Mínguez) Cheftrainer: Luis Aragonés | Andoni Zubizarreta – Santiago Urquiaga, Íñigo Liceranzu, Andoni Goikoetxea, Luis de la Fuente – Patxi Salinas (55. Endika Guarrotxena), Miguel De Andrés, José Ramón Gallego, Ismael Urtubi – Julio Salinas, Daniel Ruiz-Bazán (55. Manuel Sarabia) Cheftrainer: Javier Clemente | Athletic Bilbao |
| Atlético Madrid                                     | 1:0 Hugo Sánchez (24., Elfm.) 2:0 Hugo Sánchez (55.) | 2:1 Julio Salinas (75.) | Athletic Bilbao |
| Atlético Madrid                                     | Hugo Sánchez (23.), Julio Prieto (30.), Quique Ramos (35.), Juan José Rubio (53.) | Miguel De Andrés (33.), Ismael Urtubi (42.) | Athletic Bilbao |
| Atlético Madrid                                     | Íñigo Liceranzu (88.) | | Athletic Bilbao |
| 30. Juni 1985 in Madrid (Estadio Santiago Bernabéu) | | |                 |
| Ergebnis: 2:1 (1:0)                                 | | |                 |
| Zuschauer: 85.000                                   | | |                 |
| Schiedsrichter: José María Miguel Pérez             | | |                 |